# Chopicalqui
El Chopicalqui (en quechua ancashino: Chawpikallki) es el tercer pico del macizo nevado del Huascarán, ubicado en la Cordillera Blanca, entre los dos picos del Huascarán y Contrahierbas, en la provincia de Yungay, Perú. Con una altitud de 6.355 m s. n. m. es la quinta montaña más alta del departamento y la cuarta de la Cordillera Blanca.

## Etimología
Su nombre proviene del quechua chawpi ('centro', en el quechua regional de Huaylas choopi, pronunciado [ˈt͡ʃoː.pı]) y kallki ('encañada', quebrada, paso angosto), así pues su nombre significa "encañada al centro".

## Ascensiones históricas

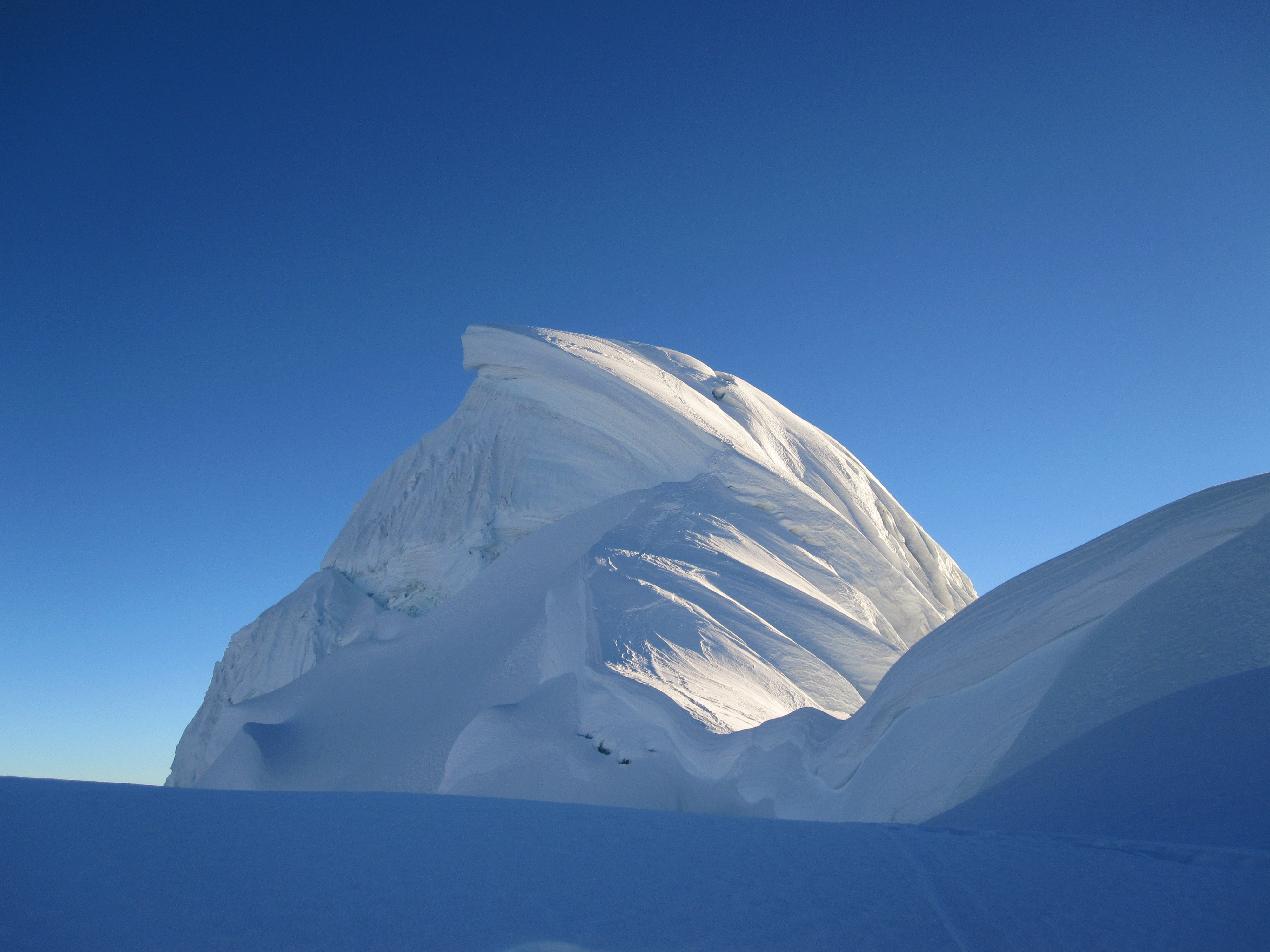
Cumbre de la montaña desde la ruta normal a la cumbre

### Primera Expedición
Alemania: La primera ascensión, por la arista Suroeste, fue realizada el 3 de agosto de 1932 por una expedición del Club Alpino Alemán (Deutscher Alpenverein) liderada por el Dr. Philip Borchers y conformada por Hermann Hoerlin, Erwin Schneider y Erwin Hein. Posteriormente, los miembros de la expedición austro-alemana conquistaron también por primera vez las cumbres del Huascarán Sur, Artesonraju y Huandoy.
 México: Primera ascensión mexicana en 1981 realizada por José Luis González, Nabor Castillo, Antonio Carmona, Guillermo Álvarez del Castillo, Jesús Álvares del Castillo y Vicente Hinojosa Alcalá.[cita requerida]